# Fritz Beskow (jurist)
Fredric (Fritz) Beskow, född den 23 juli 1804 i Stockholm, död den 27 augusti 1861 i Norrtälje, bosatt på Örby i Brännkyrka socken, Stockholms län, var en svensk jurist och godsägare.
Beskow blev auskultant i Svea hovrätt 1826 och fick sitt första domareförordnande 1827. Han blev extra ordinarie notarie i hovrätten 1828, vice notarie 1829 och kanslist 1841. Beskow tilldelades fullmakt som häradshövding 1842 och beviljades avsked från kanslisttjänsten 1850. Han blev riddare av Vasaorden 1855.
Fritz Beskow var son till Bernhard Beskow den äldre och bror till Bernhard von Beskow. Han gifte sig 1831 med Augusta Wilhelmina Moll (1808–1885). De var föräldrar till Fritz och Gustaf Emanuel Beskow. Makarna vilar i en familjegrav på Norra begravningsplatsen utanför Stockholm.